# Tokushima Vortis
Tokushima Vortis (em japonês: 徳島ヴォルティス Tokushima Vorutisu)  é um clube de futebol japonês da cidade de Tokushima. O nome, Vortis foi dado em 1997, e depois foi explicado como uma combinação da cidade onde o clube é localizado (Tokushima), com a palavra italiana Vortice (que significa redemoinho em português, seguido do famoso Turbilhão de Naruto no Estreito de Naruto).

## História
Fundada em 1955 como Otsuka Pharmaceutical Co., Ltd. Soccer Club, VORTIS juntou-se à J-League em 2005. Eles ainda são patrocinados pela marca mais conhecida de Otsuka, a bebida esportiva Pocari Sweat. 
Eles foram promovidos pela primeira vez para a antiga Segunda Divisão da Liga de Futebol Japonesa em 1989, mas a relutância da empresa em profissionalizar a equipe a forçou a competir na antiga JFL e na atual JFL . Na antiga temporada da JFL de 1997, eles ostentaram o nome Vortis Tokushima , mas a falta de interesse dos fãs na época os forçou a voltar para a identidade corporativa. Eles finalmente adotaram o nome Tokushima Vortis depois de ganhar o novo campeonato JFL em 2004 e serem promovidos. 
A primeira temporada na J2 League foi naturalmente difícil para os Vortis, mas eles surpreenderam muitos céticos com sua determinação e qualidade de jogo. A equipe subiu até o quarto lugar, antes de cair na tabela no final da temporada para terminar em nono. Em 2006, a equipe foi forçada a se reconstruir, já que os jogadores que levaram a equipe para a J1 League começaram a bater o teto de suas habilidades e abriram caminho para substituições mais jovens. Como resultado, apesar do encorajamento de uma rivalidade local com o Ehime FC, o Tokushima Vortis, seguiram com o último lugar em 2007 e 2008.
Em 2013, eles conquistaram o quarto lugar na J2 League, igualando-se à mesma colocação que tinham dois anos antes na divisão e vinte anos antes na antiga Divisão 1 da JFL; desta vez eles ganharam o playoff, derrotando o Kyoto Sanga na rodada final, no Estádio Nacional, em Tóquio, tornando-se o primeiro clube profissional de futebol de Shikoku  a competir na primeira divisão de sua liga nacional.
Até a sua promoção, eles eram o único ex-membro da JSL atualmente um membro da J1 League que nunca competiu no topo do futebol japonês. Com a promoção e a criação da J. League Division 3 em 2014, a distinção foi assumida por Blaublitz Akita.
Em 2020, na penúltima rodada da J2 League, o Tokushima Vortis que era então o líder, estava a 3 pontos de distância do vice-colocado Avispa Fukuoka. Ambos se enfrentaram na última rodada, porém o Tokushima Vortis tinha uma vantagem gigantesca de 14 gols na diferença de saldo, que seria o critério utilizado caso o Avispa Fukuoka ganhasse o jogo, pois empataria com o Tokushima nos critérios anteriores. O jogo terminou com vitória do mandante Avispa Fukuoka por apenas 1-0, assim, não tirando a liderança do Tokushima, que assim, se sagrou campeão da J2 League pela primeira vez na sua história, garantindo um lugar entre os 20 times na J1 League de 2021.

## Uniforme
- Uniforme titular: Camisa azul-escuro, calção azul-escuro e meias azul-escuro;
- Uniforme reserva: Camisa cinza-claro, calção cinza-claro e meias cinza-claro.

## Estádio

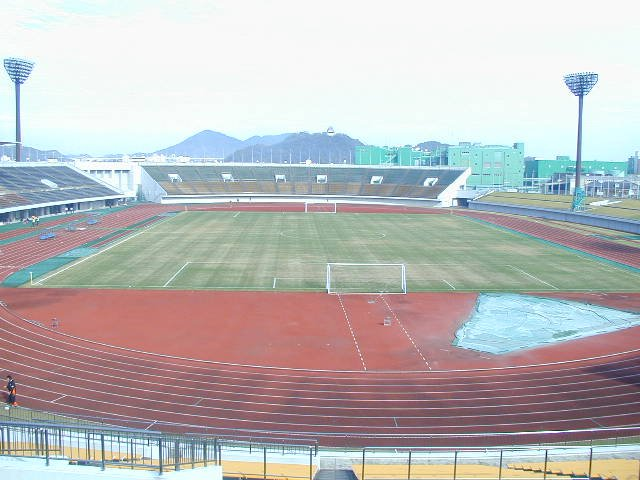
Naruto Athletic Studium

O Tokushima Vortis manda suas partidas no Pocarisweat Stadium, na cidade de Naruto, e que possui capacidade de 17.924 lugares.

## Títulos

### Nacionais
- J2 League: 1 vez (2020)
- Japan Football League: 2 vezes (2003 e 2004).

### Regionais
- Liga de Futebol de Shikoku (como Otsuka FC): 4 vezes (1978, 1979, 1981, 1989).

## Desempenho
- 2005 - J-League 2 (9° lugar)
- 2006 - J-League 2 (13° lugar)
- 2007 - J-League 2 (13° lugar)
- 2008 - J-League 2 (15° lugar)
- 2009 - J-League 2 (9° lugar)
- 2010 - J-League 2 (8° lugar)
- 2011 - J-League 2 (4° lugar)
- 2012 - J-League 2 (15° lugar)
- 2013 - J-League 2 (4° lugar)
- 2014 - J-League 1 (18° lugar)
- 2015 - J-League 2 (14° lugar)
- 2016 - J-League 2 (9° lugar)
- 2017 - J-League 2 (7° lugar)
- 2018 - J-League 2 (11° lugar)
- 2019 - J-League 2 (4° lugar)
- 2020 - J-League 2 (1° lugar)
- 2021 - J-League 1 (a definir)